# Lauren Reynolds
Lauren Reynolds née le 25 juin 1991 à Bunbury, est une coureuse cycliste australienne. Spécialisée en BMX, elle a notamment été médaillé d'argent du championnat du monde en 2013 et championne d'Océanie en 2018. Elle a représenté les États-Unis aux  Jeux olympiques de 2012 et 2016, prenant respectivement les neuvième et onzième places.

## Résultats dans les principales compétitions
|                        | 2008    | 2009    | 2010 | 2011 | 2012 | 2013 | 2014 | 2015 | 2016 | 2017 | 2018 | 2019 | 2020 | 2021 | 2022 | 2023 | 2024 | 2025 |
| Jeux olympiques        |         |         |      |      | 9e   |      |      |      | 11e  |      |      |      |      | 5e   |      |      |      |      |
| Championnats du monde  | 2e (jr) | 8e (jr) | 9e   | 11e  | 12e  | 2e   | 12e  | 17e  | 16e  | 7e   | 23e  | 9e   |      | 5e   |      | 6e   |      | 6e   |
| Coupe du monde         | 22e     | 7e      | 8e   | 8e   | 7e   | 8e   | 14e  | 6e   | 22e  | 10e  | 42e  | 10e  | 5e   |      | 6e   | 11e  | 9e   |      |
| Championnats d'Océanie |         |         |      |      |      |      |      | 1er  | 3e   |      |      |      |      |      |      |      |      |      |